# Henrique Hilário
Henrique Hilário Meireles Alves Sampaio (sinh ngày 21 tháng 10 năm 1975) là một cựu thủ môn bóng đá người Bồ Đào Nha. Hiện tại anh đang là huấn luyện viên thủ môn của Chelsea.
Anh dành cả sự nghiệp của mình hầu hết để chơi bóng cho Porto và Chelsea, chủ yếu vào vai trò dự bị.

## Sự nghiệp thi đấu
Hilário gia nhập Chelsea vào ngày 1 tháng 7 năm 2006 từ Câu lạc bộ C. D. Nacional và trở thành "người gác đền" thứ ba cho Chelsea sau 2 thủ môn: Petr Čech và Carlo Cudicini. Nhưng với việc cả hai thủ môn trên đều cùng bị chấn thương trong trận đấu với Reading F.C. vào ngày 14 tháng 10 năm 2006 thì thủ thành người Bồ Đào Nha này lại có cơ hội thường xuyên được bắt chính ngay tại mùa giải đầu tiên cho Chelsea Anh có màn ra mắt bằng trận thắng 1-0 trước F.C. Barcelona trong khuôn khổ vòng bảng UEFA Champions League mùa 2006-2007.
Tại mùa giải 2007-2008 Hilário cũng được bắt chính 3 trận tại giải Ngoại hạng Anh và 1 trận giữ sạch lưới tại UEFA Champions League trước CLB Fenerbahce S.K. của Thổ Nhĩ Kỳ.

## Danh hiệu
Porto
- Giải vô địch Bồ Đào Nha: 1996–97, 1997–98
- Portuguese Cup: 1997–98, 1999–2000, 2000–01
- Portuguese Supercup: 1996

Chelsea
- Premier League: 2009–10
- FA Cup: 2006–07, 2008–09, 2009–10, 2011–12
- Football League Cup: 2006–07
- FA Community Shield: 2009; Hạng nhì 2010
- UEFA Champions League: 2011–12
- UEFA Europa League: 2012–13